# Acht Exzentriker von Yangzhou

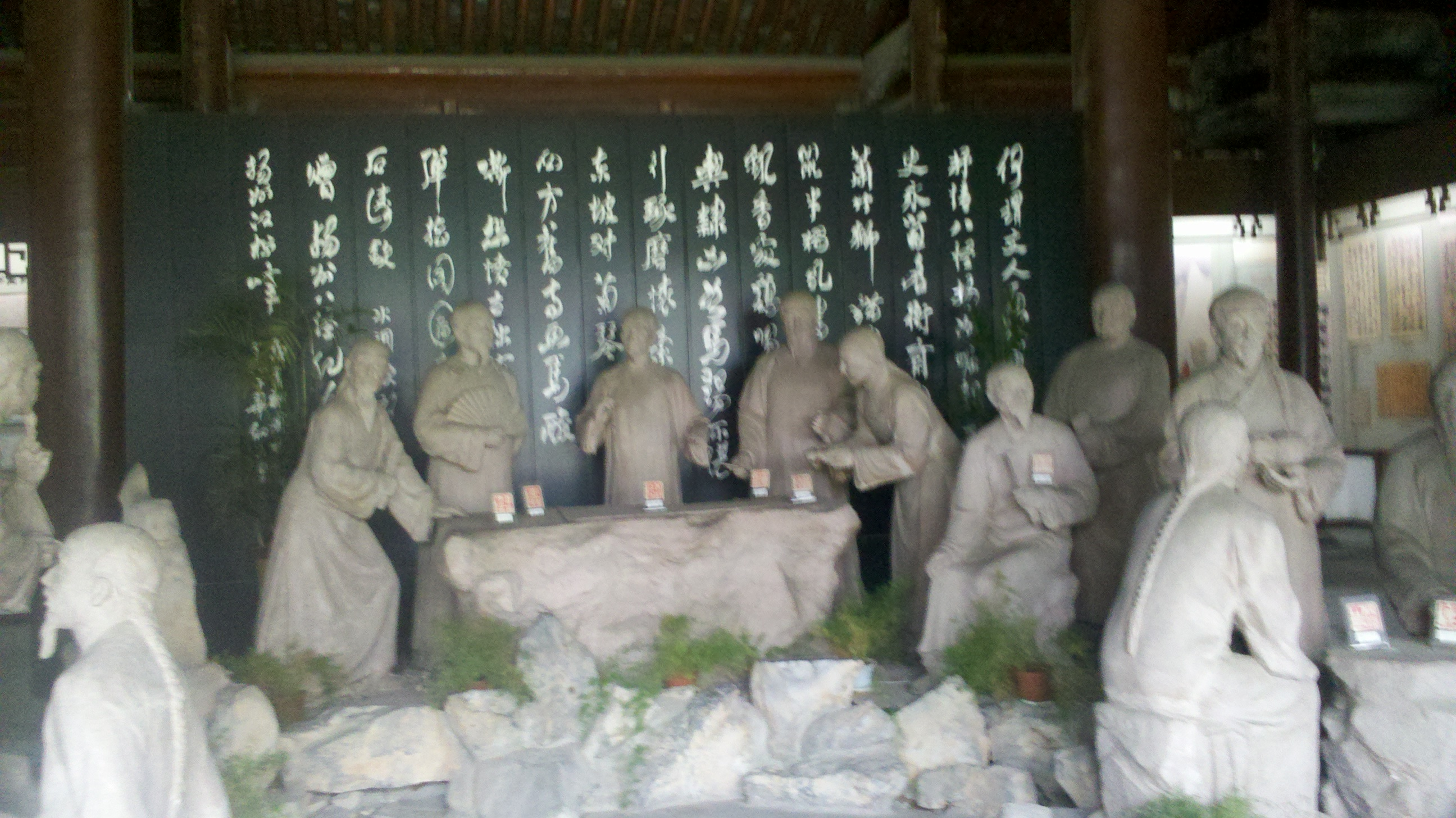
Gedenkhalle in der Stadt Yangzhou in der Provinz Jiangsu

Acht Exzentriker von Yangzhou (chinesisch 揚州八怪 / 扬州八怪, Pinyin Yangzhou baguai) ist der Name einer Gruppe von acht chinesischen Malern aus der Zeit der Qing-Dynastie, die orthodoxe Vorstellungen hinter sich ließen zugunsten eines freieren, individualistischen Stils und dabei teilweise bizarre Maltechniken entwickelten. Die Gruppe ist auch erwähnt unter dem Namen „Yangzhou School of Painting“
Dies waren:
- Wāng Shìshèn (汪士慎) (1686–1759)
- Huáng Shèn (黄慎) (1687–1768)
- Lĭ Shàn (李鱓/李鳝) (um 1686, ca. 1756)
- Jīn Nóng (金农) (1687–1764)
- Luō Pìng (罗聘) (1733–1799)
- Gāo Xiáng (高翔) (1688–1753)
- Zhèng Xiè (郑燮) auch unter dem Namen Zhèng Bănqiáo (郑板桥) (1693–1765)
- Lĭ Fāngyīng (李方膺) (1696–1755)

## Werke
Arbeiten der Acht Exzentriker von Yangzhou befinden sich im Guangzhou Museum of Art.